# Breitungen (Werra)
Breitungen/Werra is een gemeente in de Duitse deelstaat Thüringen, en maakt deel uit van de Landkreis Schmalkalden-Meiningen.
Breitungen/Werra telt 4.695 inwoners.
Breitungen bestaat historisch uit drie stadsdelen, Altenbreitungen, Herrenbreitungen en Frauenbreitungen. Het klooster van Herrenbreitungen ontstond in de 11e eeuw Schloss Herrenbreitungen is ontstaan uit de burcht die in de 11e eeuw van het klooster werd overgenomen. De kerk van het klooster bestaat nog en is een in 1112 gewijde, driebeukige basiliek. Frauenbreutungen ontstond rond een nonnenklooster. Van de kloosterkerk is een vroeg 16e-eeuws altaar met houtsnijwerk bewaard.

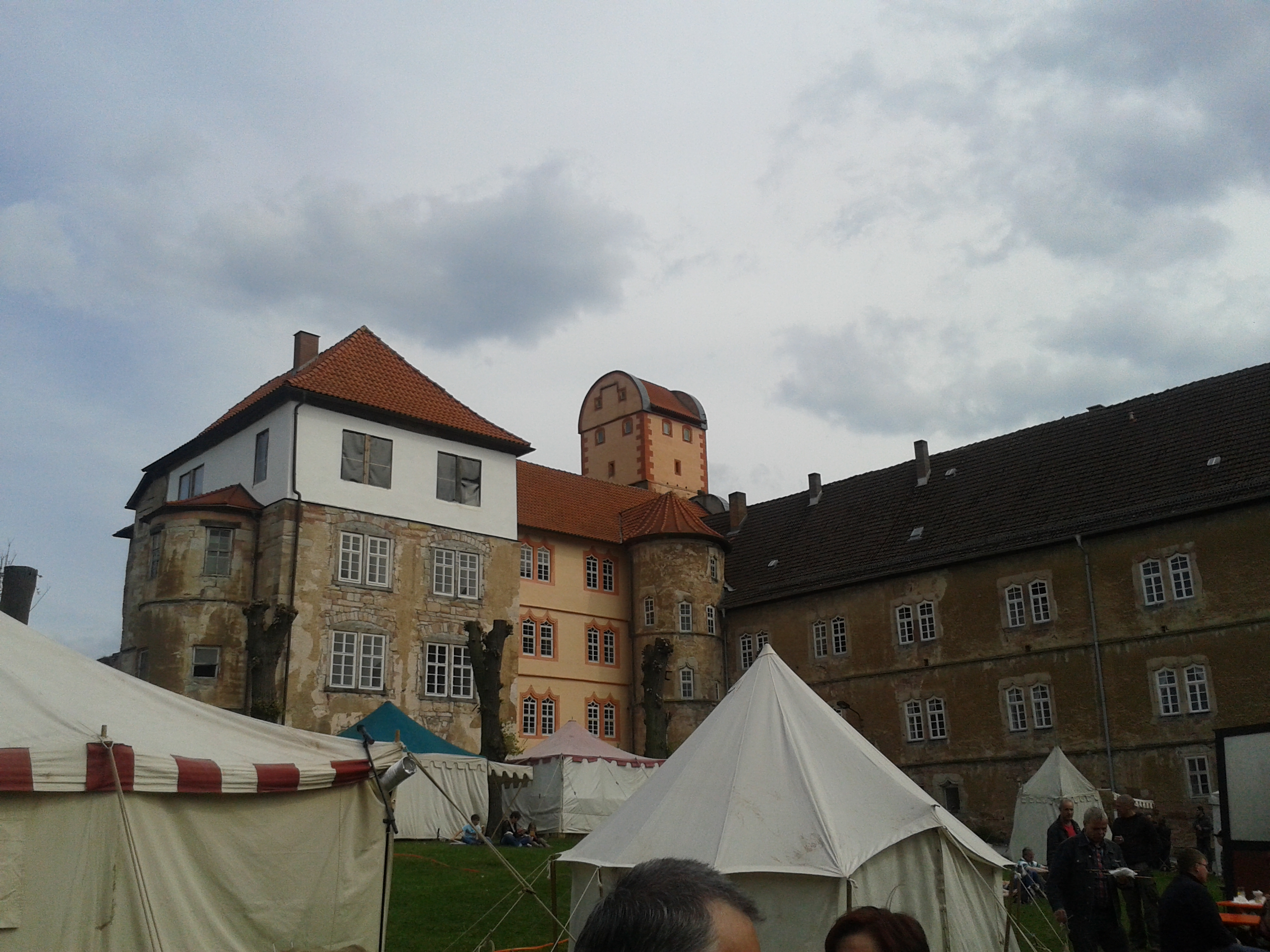
Schloss Herrenbreitungen

Aschenhausen ·
Belrieth ·
Birx ·
Breitungen/Werra ·
Brotterode-Trusetal ·
Christes ·
Dillstädt ·
Einhausen ·
Ellingshausen ·
Erbenhausen ·
Fambach ·
Floh-Seligenthal ·
Frankenheim/Rhön ·
Friedelshausen ·
Grabfeld ·
Kaltensundheim ·
Kaltenwestheim ·
Kühndorf ·
Leutersdorf ·
Mehmels ·
Meiningen ·
Melpers ·
Neubrunn ·
Oberhof ·
Oberkatz ·
Obermaßfeld-Grimmenthal ·
Oberweid ·
Rhönblick ·
Rippershausen ·
Ritschenhausen ·
Rohr ·
Rosa ·
Roßdorf ·
Schmalkalden ·
Schwallungen ·
Schwarza ·
Steinbach-Hallenberg ·
Stepfershausen ·
Sülzfeld ·
Untermaßfeld ·
Unterweid ·
Utendorf ·
Vachdorf ·
Wasungen ·
Zella-Mehlis

Verwaltungsgemeinschaften: Dolmar-Salzbrücke · Hohe Rhön · Wasungen-Amt Sand